# Parascopas flavipes
Parascopas flavipes är en insektsart som beskrevs av Ronderos 1982. Parascopas flavipes ingår i släktet Parascopas och familjen gräshoppor. Inga underarter finns listade i Catalogue of Life.